# 1997-es Tournoi de France
Az 1997-es Tournoi de France egy barátságos labdarúgótorna volt, amit Franciaországban rendeztek 1997. június 3. és 11. között, az 1998-as labdarúgó-világbajnokság felvezetőjeként. A meghívottak voltak: Franciaország (rendezőként), Anglia, Brazília és Olaszország.
A torna egy nem akármilyen gólról maradt emlékezetes, amit a brazil Roberto Carlos szerzett a Franciaország elleni nyitómérkőzésen. A mérkőzés 21. percében, a fizikát is lenyűgözve talált be 35 méteres szabadrúgásból. A gólt a futballtörténelem egyik legnagyszerűbb góljának tartják.

## Résztvevők
| Válogatott    |
| ------------- |
| Anglia        |
| Brazília      |
| Franciaország |
| Olaszország   |

## Lebonyolítás
A négy csapat egy csoportban, körmérkőzéses rendszerben játszott egymással. A pontszámok alapján alakult ki a végeredmény.

## Végeredmény
| Csapat        | M | Gy | D | V | RG | KG | GK | P |
| ------------- | - | -- | - | - | -- | -- | -- | - |
| Anglia        | 3 | 2  | 0 | 1 | 3  | 1  | +2 | 6 |
| Brazília      | 3 | 1  | 2 | 0 | 5  | 4  | +1 | 5 |
| Franciaország | 3 | 0  | 2 | 1 | 3  | 4  | −1 | 2 |
| Olaszország   | 3 | 0  | 2 | 1 | 5  | 7  | −2 | 2 |

| 1997. június 3. | Franciaország | 1–1 | Brazília           | Stade de Gerland, Lyon Nézőszám: 28,193 Játékvezető: Kim Milton Nielsen (dán) |
| 1997. június 3. | Keller 55'    |     | Roberto Carlos 21' | Stade de Gerland, Lyon Nézőszám: 28,193 Játékvezető: Kim Milton Nielsen (dán) |

| 1997. június 4. | Anglia                     | 2–0         | Olaszország | Stade de la Beaujoire, Nantes Nézőszám: 25,000 Játékvezető: Günter Benkö (osztrák) |
| 1997. június 4. | Ian Wright 26' Scholes 43' | Jegyzőkönyv |             | Stade de la Beaujoire, Nantes Nézőszám: 25,000 Játékvezető: Günter Benkö (osztrák) |

| 1997. június 7. | Franciaország | 0–1         | Anglia      | Stade de la Mosson, Montpellier Nézőszám: 23,000 Játékvezető: Szaíd Belkola (marokkói) |
| 1997. június 7. |               | Jegyzőkönyv | Shearer 86' | Stade de la Mosson, Montpellier Nézőszám: 23,000 Játékvezető: Szaíd Belkola (marokkói) |

| 1997. június 8. | Olaszország                     | 3–3         | Brazília                                     | Stade de Gerland, Lyon Nézőszám: 30,000 Játékvezető: Serge Muhmenthaler (svájci) |
| 1997. június 8. | Del Piero 6' Aldair 23' (öngól) | Jegyzőkönyv | Lombardo 35' (öngól) Ronaldo 70' Romário 84' | Stade de Gerland, Lyon Nézőszám: 30,000 Játékvezető: Serge Muhmenthaler (svájci) |

| 1997. június 10. | Anglia | 0–1         | Brazília    | Parc des Princes, Párizs Nézőszám: 40,000 Játékvezető: John Toro Rendón (kolumbiai) |
| 1997. június 10. |        | Jegyzőkönyv | Romário 61' | Parc des Princes, Párizs Nézőszám: 40,000 Játékvezető: John Toro Rendón (kolumbiai) |

| 1997. június 11. | Franciaország            | 2–2         | Olaszország                            | Parc des Princes, Párizs Nézőszám: 35,000 Játékvezető: Antonio López Nieto (spanyol) |
| 1997. június 11. | Zidane 12' Djorkaeff 73' | Jegyzőkönyv | Casiraghi 61' Del Piero 89' (11-esből) | Parc des Princes, Párizs Nézőszám: 35,000 Játékvezető: Antonio López Nieto (spanyol) |

## Gólszerzők
3 gólosok
- Alessandro Del Piero

2 gólosok
- Romário

1 gólos
- Roberto Carlos
- Ronaldo
- Alan Shearer
- Ian Wright
- Paul Scholes
- Marc Keller
- Youri Djorkaeff
- Zinédine Zidane
- Pierluigi Casiraghi

Ongólosok
- Aldair (Olaszország ellen)
- Attilio Lombardo (Brazília ellen)